# Брзина смењивања слика
Брзина смењивања слика или број слика по секунди (енгл. FPS - frames per second) мера је фреквентности промене слика на анимацијама, односно колико се слика приказује у секунди. Термин се односи и на филмове, видео-камере и компјутерску графику. Брзина смењивања слика је најчешће изражена у броју фрејмова (слика) по секунди (fps), али јединица у прогресивним мониторима може бити и херц (Hz).

## Врсте
Разликујемо следеће врсте видео садржаја:
- Флуидни видео (48-60 fps):  Хобит (48 fps), поједини Јутјуб клипови (60 )
- Пуни видео (24-30 fps): Већина филмова, уобичајени ТВ програм
- Приближно пуни (15 fps): Анимације
- Испрекидан (7 fps): Анимације, GIF
- Веома испрекидан (са 3 fps)
- Слајд шоу (испод 3 fps)
- Слике се уопште не смјењују (0 fps)

## Људско око
Не постоји тачан број колико људско око може уочити слика у секунди. Просек је око 30, 35 fps-а, али постоје и изузеци. Наравно, уочавање брзине смењивања слика зависи и од њихове међусобне сличности. Па ипак, број који човек може уочити и обрадити креће се тек око 24 до 28 fps-а.